# Zeelandstraat

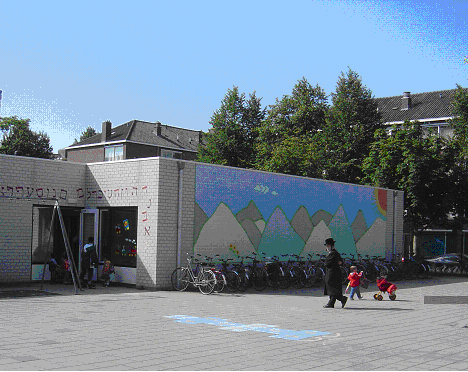
Muurschildering Cheider (2005)

De Zeelandstraat is een straat in Amsterdam-Zuid, Buitenveldert.

## Geschiedenis en ligging
De straat kreeg haar naam per raadsbesluit van 16 september 1959 en werd daarbij vernoemd naar de provincie Zeeland. In de omgeving zijn meerdere straten vernoemd naar kastelen en landhuizen in die provincie, zoals Rietnesse nabij Renesse. Overigens ligt hier ook de Kastelenstraat. Meerdere steden in Nederland hebben een straat vernoemd naar Zeeland, ook Antwerpen kent een Zeelandstraat.
De straat begint aan de straat Backershagen loopt oostwaarts en maakt vervolgens een rechte hoek zuidwaarts. De Zeelandstraat eindigt op de Van Boshuizenstraat, schuin tegenover Reimersbeek.

## Gebouwen
Die scherpe hoek is ook terug te vinden in de bebouwing. Aan de straat staan drie L-vormige laagbouwflats met binnenplantsoenen. Ze zijn rond 1959 ontworpen door Christiaan Nielsen, Joop Spruit en Wouter van de Kuilen. De flats staan aan de zuid- en oostkant van de straat. De straat kent alleen nummer 11 als oneven huisnummer; de even huisnummers lopen op van 2 tot en met 88. Op de plaatsen waar de andere even huisnummers gesitueerd hadden moeten zijn, ligt een plantsoen, staat het gebouw van Cheider op nummer 11 waar eerst de Euorpaschool stond, weer een school ontworpen door Patrice Girod en Reynoud Groeneveld en de kerk De Goede Herder van Albert Brennink, welke adressen hebben van kruisende straten. Er zijn geen monumenten aan de straat (gegevens december 2019). Er is voorts geen kunst in de openbare ruimte vinden. Een van de binnenmuren van Cheider heeft echter een grote muurschildering, maar deze is vanaf buiten de school niet te zien.  